# Гордостта на янките
„Гордостта на янките“ (на английски: The Pride of the Yankees) е американска драма, биографичен филм, излязъл по екраните през 1942 година, режисиран от Сам Ууд с участието на Гари Купър и Тереза Райт в главните роли. 

## Сюжет
Лу Гериг е млад студент от Колумбийския университет, неговата старомодна майка иска той да учи упорито и да стане инженер, но младият мъж има дарба за бейзбол. Спортен журналист се сприятелява с Гериг и убеждава скаут да дойде да го види как играе. Майка му се разболява, а Гериг подписва договор с отбора, който винаги е почитал Ню Йорк Янкис, за да плати болничните сметки на майка си. С помощта на баща си той се опитва да запази промяната в кариерата си в тайна от майка си.
Гериг си проправя път през второстепенните лиги и се присъединява към янките. Неговият идол Бейб Рут, отначало е снизходителен и пренебрежителен към новобранеца, но неговата силна, последователна игра печели Рут и останалата част от отбора. Гериг несъзнателно е включен от съотборниците му в шеги срещу Рут в отборния влак.
Елинор (дъщерята на магната за хот-дог на стадиона), се подиграва на Герик по време на мач. По-късно обаче на вечеря в ресторант те се опознават, което води до връзка, а след това и годеж. Майката на Гериг, която все още не е приела факта, че синът й няма да бъде инженер, не приема добре тази новина. Гериг най-накрая се изправя срещу нея и се жени за Елинор.
Янките стават най-доминиращият отбор в бейзбола, а Гериг става любимец на феновете. Баща му и напълно обърналата се майка посещават мачовете и аплодират сина си. Гериг посещава инвалидизирано момче на име Били в една болница. Той обещава да направи два хоумръна в една игра от Световните серии в чест на момчето - след това изпълнява обещанието си.
Гериг вече е „Железният кон“, национален герой на върха на кариерата си с множество фенове, много верни приятели и обожавана съпруга. Тогава той започва да забелязва, с нарастваща тревога, че силите му бавно отслабват. Въпреки че той продължава да играе, физическото му състояние продължава неумолимия си спад. Един ден, в Детройт, той казва на мениджъра на Янкис Джо Маккарти, че вече е в ущърб на отбора и сам иска да се оттегли. След преглед лекарят му съобщава ужасна новина: Гериг има рядко, нелечимо заболяване и живее много кратко.
Малко по-късно, в Деня на Лу Гериг на стадион Янки, вече порастналият Били (инвалидизираното момче), открива Гериг и му показва, че се е възстановил напълно, вдъхновен от примера на своя герой и изпълненото обещание от двама хоумръна. След това, докато Елинор тихо плаче на трибуните, Гериг се обръща към феновете: „Всички хора казват, че съм имал лоша почивка. Но днес... днес смятам себе си за най-щастливия човек на Земята“.

## В ролите
| Актьор           | Роля                |
| ---------------- | ------------------- |
| Гари Купър       | Лу Герик            |
| Тереза Райт      | Елинор Туичъл Гериг |
| Бейб Рут         | Себе си             |
| Уолтър Бренан    | Сам Блейк           |
| Дан Дюрия        | Ханк Ханеман        |
| Елза Янсен       | майката на Гериг    |
| Лудвиг Щьосел    | бащата на Гериг     |
| Вирджиния Гилмор | Мира                |

## Награди и номинации
„Гордостта на янките“ е сред големите заглавия на 15-ата церемония по връчване на наградите „Оскар“, където е номиниран за отличието в 10 категории, включително за най-добър филм. 
Филмът е поставен от Американския филмов институт в някои категории както следва:
- 100 години Американски филмов институт... 100 най-вдъхновяващи филма – #22
- АФИ 100 години... 100 герои и злодеи – Лу Герик – герой #25
- АФИ 10-те топ 10 – #3 Спорт